# Polikarp Augustyn Marciejewski

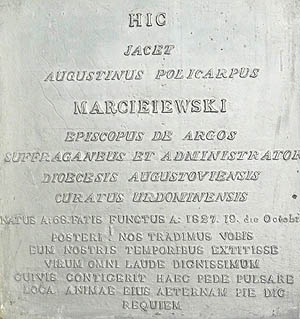
Tablica pamiątkowa poświęcona biskupowi Polikarpowi Augustynowi Marciejewskiemu w Urdominie

Polikarp Antoni Augustyn Marciejewski (ur. 23 stycznia 1761 w Kretyndze, zm. 19 października 1827 w Urdominie) – duchowny rzymskokatolicki, dominikanin, biskup pomocniczy sejneński w latach 1819–1827.

## Życiorys
Urodził się 23 stycznia 1761 w Kretyndze. Wstąpił do zakonu dominikanów, gdzie 8 lutego 1784 przyjął święcenia prezbiteratu.
Był wychowawcą młodzieży w Wierzbołowie. Pracował jako proboszcz w Grażyszkach, Urominie, Sejnach i Prenach, a także dziekan w Siennie. Był sekretarzem biskupa Michała Franciszka Karpowicza. Od 1813 w wigierskiej kurii biskupiej pełnił funkcje oficjała i wikariusza generalnego.
4 czerwca 1819 papież Pius VII prekonizował go biskupem pomocniczym diecezji sejneńskiej ze stolicą tytularną Argos. Święcenia biskupie otrzymał 19 września 1819 w kościele Świętego Krzyża w Warszawie. Konsekrował go biskup diecezjalny płocki Adam Michał Prażmowski. Jako biskup rezydował w Urdominie, gdzie był proboszczem. W 1822 został dziekanem nowo ustanowionej kapituły katedralnej sejneńskiej.
Zmarł 19 października 1827 w Urdominie. Został pochowany nieopodal kościoła w bliskim sąsiedztwie grodziska urdomińskiego.